# Perafort
Perafort és un municipi de la comarca del Tarragonès. Consta de dos nuclis de població: el mateix Perafort i Puigdelfí (pron. local [pujdo'fi]), situat a un quilòmetre escàs de distància amb Perafort. Tanmateix, el terme municipal es troba repartit en quatre parts a causa de la distribució entre diferents municipis de l'antic terme de les Franqueses del Codony, feta l'any 1843.

## Geografia
- Llista de topònims de Perafort (Orografia: muntanyes, serres, collades, indrets..; hidrografia: rius, fonts...; edificis: cases, masies, esglésies, etc).

## Llocs d'interès
- Jaciment de Vinyes Gran. Es va començar a excavar a finals dels anys noranta del segle XX i el 2007, durant les obres de l'AVE, s'hi van trobar restes neandertals.[3]

## Tradicions i Festes
La festa major és per Sant Pere, i se celebra als voltants de 28 de juny.

## Demografia
| Entitat de població | Habitants (2023) |
| Perafort            | 1.093            |
| Puigdelfí           | 199              |
| Font: Idescat       |                  |

| 1497 f | 1515 f | 1553 f | 1717 | 1787 | 1857 | 1877 | 1887 | 1900 | 1910 |
| ------ | ------ | ------ | ---- | ---- | ---- | ---- | ---- | ---- | ---- |
| 24     | 27     | 32     | 163  | 335  | 534  | 520  | 576  | 598  | 572  |

| 1920 | 1930 | 1940 | 1950 | 1960 | 1970 | 1981 | 1990 | 1992 | 1994 |
| ---- | ---- | ---- | ---- | ---- | ---- | ---- | ---- | ---- | ---- |
| 541  | 506  | 514  | 496  | 493  | 494  | 444  | 518  | 511  | 511  |

| 1996 | 1998 | 2000 | 2002 | 2004 | 2006 | 2008  | 2010  | 2012  | 2014  |
| ---- | ---- | ---- | ---- | ---- | ---- | ----- | ----- | ----- | ----- |
| 515  | 537  | 610  | 663  | 741  | 901  | 1.099 | 1.218 | 1.264 | 1.287 |

| 2016  | 2018  | 2020  | 2022  | 2024  | 2026 | 2028 | 2030 | 2032 | 2034 |
| ----- | ----- | ----- | ----- | ----- | ---- | ---- | ---- | ---- | ---- |
| 1.282 | 1.265 | 1.264 | 1.292 | 1.308 | -    | -    | -    | -    | -    |